# America's Next Top Model (quinta edizione)
La quinta edizione di America's Next Top Model è andata in onda dal 21 settembre al 7 dicembre 2005 sul canale UPN.

La giuria è stata alterata, con Janice Dickinson sostituita dalla modella Twiggy, e Nolé Marin sostituito dall'insegnante di portamento J. Alexander, già membro del cast.

La destinazione internazionale nel corso di questa edizione è stata Londra; la vincitrice è stata Nicole Linkletter, ventunenne di Grand Forks, Dakota del Nord, la quale ha vinto un servizio fotografico sulla copertina di Elle, un contratto di rappresentanza con la Ford Models e un contratto di 100000 $ con CoverGirl.

Questa edizione è la prima nella quale una concorrente ha deciso di abbandonare la gara volontariamente: in seguito al makeover, infatti, Cassandra (i quali capelli lunghi erano stati tagliati di netto e tinti di biondo) avrebbe dovuto sottoporsi ad un ulteriore accorciamento, voluto da Tyra Banks, al quale risponde col l'abbandono della competizione.

Altri momenti salienti di questa stagione: il bacio lesbo in limousine tra Kim e Sarah; la lite tra Bre e Nicole per due lattine di Red Bull e la falsa eliminazione di Jayla e Nicole.

## Concorrenti
| Concorrente             | Età1 | Provenienza                  | Altezza | Posizione                  |
| ----------------------- | ---- | ---------------------------- | ------- | -------------------------- |
| Ashley Black            | 22   | Fort Lauderdale, Florida     | 173 cm  | Eliminata nell'episodio 2  |
| Ebony Taylor            | 18   | Sylmar, California           | 178 cm  | Eliminata nell'episodio 3  |
| Cassandra Whitehead     | 19   | Houston, Texas               | 171 cm  | Ritirata nell'episodio 4   |
| Sarah Rhoades           | 18   | Boonville, Missouri          | 173 cm  | Eliminata nell'episodio 4  |
| Diane Hernández         | 23   | Orlando, Florida             | 180 cm  | Eliminata nell'episodio 5  |
| Coryn Woitel            | 19   | Minneapolis, Minnesota       | 175 cm  | Eliminata nell'episodio 6  |
| Kyle Kavanagh           | 19   | Dexter, Michigan             | 178 cm  | Eliminata nell'episodio 7  |
| Lisa D'Amato            | 24   | Los Angeles, California      | 174 cm  | Eliminata nell'episodio 10 |
| Kimberly "Kim" Stolz    | 21   | New York, New York           | 173 cm  | Eliminata nell'episodio 11 |
| Jayla Rubinelli         | 20   | Tucson, Arizona              | 173 cm  | Eliminata nell'episodio 12 |
| Brittany "Bre" Scullark | 20   | Harlem, New York             | 173 cm  | Eliminata nell'episodio 13 |
| Erika "Nik" Pace        | 21   | Atlanta, Georgia             | 176 cm  | Seconda classificata       |
| Nicole Linkletter       | 20   | Grand Forks, Dakota del Nord | 175 cm  | Vincitrice                 |

 1 L'età delle concorrenti si riferisce all'anno della messa in onda del programma

## Makeover
- Bre: Extension e frangia
- Cassandra: Taglio cortissimo e capelli tinti di biondo in stile Mia Farrow
- Coryn: Schiarimento e volume dei capelli, sfoltimento delle sopracciglia
- Diane: Colpi di sole
- Ebony: Extension e capigliatura afro
- Jayla: Extension (poi tolte e sostituite con un taglio corto sbarazzino)
- Kim: Taglio mascolino e capelli tinti di rosso
- Kyle: Capelli tinti color cioccolato
- Lisa: Taglio corto e colpi di sole
- Nicole: Volume
- Nik: Volume e capelli schiariti
- Sarah: Taglio a bob

## Ordine di eliminazione
| 1  | Cassandra | Nik       | Cassandra | Jayla     | Kyle   | Lisa   | Kim    | Bre    | Kim    | Nik    | Nicole | Nik    | Nicole |  |  |
| 2  | Nik       | Lisa      | Nicole    | Kyle      | Jayla  | Jayla  | Lisa   | Kim    | Bre    | Jayla  | Nik    | Nicole | Nik    |  |  |
| 3  | Kyle      | Cassandra | Coryn     | Nik       | Nik    | Kim    | Nik    | Nik    | Nicole | Nicole | Bre    | Bre    |        |  |  |
| 4  | Ashley    | Diane     | Kim       | Bre       | Lisa   | Nicole | Jayla  | Lisa   | Nik    | Bre    | Jayla  |        |        |  |  |
| 5  | Bre       | Jayla     | Lisa      | Lisa      | Nicole | Kyle   | Nicole | Jayla  | Jayla  | Kim    |        |        |        |  |  |
| 6  | Kim       | Kyle      | Nik       | Diane     | Kim    | Bre    | Bre    | Nicole | Lisa   |        |        |        |        |  |  |
| 7  | Sarah     | Bre       | Bre       | Coryn     | Coryn  | Nik    | Kyle   |        |        |        |        |        |        |  |  |
| 8  | Jayla     | Ebony     | Jayla     | Nicole    | Bre    | Coryn  |        |        |        |        |        |        |        |  |  |
| 9  | Coryn     | Coryn     | Sarah     | Kim       | Diane  |        |        |        |        |        |        |        |        |  |  |
| 10 | Nicole    | Nicole    | Kyle      | Sarah     |        |        |        |        |        |        |        |        |        |  |  |
| 11 | Diane     | Kim       | Diane     | Cassandra |        |        |        |        |        |        |        |        |        |  |  |
| 12 | Lisa      | Sarah     | Ebony     |           |        |        |        |        |        |        |        |        |        |  |  |
| 13 | Ebony     | Ashley    |           |           |        |        |        |        |        |        |        |        |        |  |  |

- L'episodio 1 è quello dei casting e l'ordine di chiamata delle finaliste è casuale.
- Nell'episodio 5, Cassandra decide di lasciare la gara appena prima del servizio fotografico.
- L'episodio 8 è il riassunto dei precedenti.
- Nell'episodio 9, Jayla e Nicole sono a rischio eliminazione, ma dato il posto lasciato vuoto qualche puntata prima da Cassandra, i giudici decidono di far passare entrambe al turno successivo.

     La concorrente si ritira
     La concorrente era parte di una finta eliminazione
     La concorrente è stata eliminata
     La concorrente ha vinto la competizione

## Servizi fotografici
- Episodio 2: Supereroi alla moda.
- Episodio 3: Alta moda da campagna.
- Episodio 4: Pazze per lo shopping (su una piattaforma in movimento).
- Episodio 5: Effetti distruttivi della chirurgia estetica.
- Episodio 6: Pubblicità deodoranti Secret.
- Episodio 7: Foto in bianco e nero e Pin-up anni Quaranta in stile Alberto Vargas con Ford Fusion.
- Episodio 9: Scenario drammatico con il cast di Wildboyz.
- Episodio 10: Paparazzate in una cabina telefonica a Londra.
- Episodio 11: Interpretazioni moderne dell'arte classica.
- Episodio 12: Servizio fotografico di gruppo in stile Bollywood.
- Episodio 13: Pubblicità e servizio fotografico CoverGirl Trublend Powder Foundation Ad.